# تشارلز كيرك كيربي
تشارلز كيرك كيربي (بالإنجليزية: Charles Kirk Kirby)‏ هو مهندس معماري أمريكي، ولد في 1826، وتوفي في 5 أبريل 1910.